# Julius Depaoli
Julius Karle Alois Depaoli (29 marzo 1923 – 13 marzo 2012) è stato un pallanuotista austriaco.
È stato un membro dell'Austria, che ha disputato il torneo di pallanuoto ai Giochi di Helsinki 1952.